# Relativity Records
Relativity Records bylo americké hudební vydavatelství, které v roce 1982 založil Barry Kobrin. Mezi umělce, kteří s touto společností spolupracovali patří Joe Satriani, Steve Vai, Napalm Death, Stuart Hamm a další.